# Leuculopsis intermedia
Leuculopsis intermedia är en fjärilsart som beskrevs av W. Warren 1906. Leuculopsis intermedia ingår i släktet Leuculopsis och familjen mätare. Inga underarter finns listade i Catalogue of Life.